# ハマー・トゥ・フォール
「ハマー・トゥ・フォール」（Hammer To Fall）は、イギリスのロックバンド、クイーンが、1984年にリリースした楽曲。

## 概要
アルバム『ザ・ワークス』の8曲目に収録されている楽曲で、作詞作曲はブライアン・メイによるもの。歌詞は核戦争のことを歌っている。
アルバムがリリースされた1984年の9月10日にシングルとしてリリースされ、イギリスの週間チャートで13位、南アメリカの週間チャートで3位を獲得するなどヒットした。なお、このシングルに収録された音源は、アルバム収録テイクよりも30秒短く編集されたアレンジとなっている。
シングルに収録されたアレンジは、コンピレーション・アルバム『グレイテスト・ヒッツII』や『クラシック・クイーン』に収録されている。

## プロモーション・ビデオ
この楽曲には、クイーンのメンバーによるライブ風の演奏シーンなどで構成されたプロモーション・ビデオが製作された。一部の映像は同年8月24日に行われたThe Works Tourのブリュッセル公演の様子が使用されている。このプロモーション・ビデオは、映像作品『グレイテスト・ビデオ・ヒッツ 2』で視聴することができる。

## ライブでの演奏
1985年の「ライヴエイド」では、「ボヘミアン・ラプソディ」、「RADIO GA GA」に次いで3曲目に演奏された。2018年に公開された映画『ボヘミアン・ラプソディ』では、この時のパフォーマンスが再現されている。音源も当時のライブ音源が使用され、サウンドトラック盤『ボヘミアン・ラプソディ (オリジナル・サウンドトラック)』にも収録されている。
この他、1986年のウェンブリー・スタジアムでのライヴなどで演奏され、2008年のクイーン＋ポール・ロジャーズではオープニングナンバーとなった。また1993年、1998年のブライアン・メイのソロツアーでも演奏されている。1998年のソロツアーではその年に交通事故で亡くなったコージー・パウエルを偲び、スローバラードに編曲されている。1986年のライヴでの演奏の模様は、CD『クイーン・ライヴ!!ウェンブリー1986』、DVD『ラストツアー/クイーン1986』などで視聴することができる。

## 収録曲

### 7インチ盤
1. ハマー・トゥ・フォール[注 1] (エディット・ヴァージョン) - Hammer To Fall (Edited Version) (May) 3:40
2. ティア・イット・アップ - Tear It Up (May) 3:26

### 12インチ盤
1. ハマー・トゥ・フォール[注 1] (ヘッドバンガーズ・ミックス) - Hammer To Fall (The Headbangers Mix) (May) 5:23
2. ティア・イット・アップ - Tear It Up (May) 3:26

## 演奏
- フレディ・マーキュリー - リード・ボーカル、バッキング・ボーカル
- ブライアン・メイ - エレクトリック・ギター、バッキング・ボーカル
- ロジャー・テイラー - ドラムス、バッキング・ボーカル
- ジョン・ディーコン - ベースギター
- フレッド・マンデル - シンセサイザー